# اپوکسی‌کونازول
اپوکسی‌کونازول (به انگلیسی: Epoxiconazole) با فرمول شیمیایی C17H13Cl FN3O یک ترکیب شیمیایی است؛ که جرم مولی آن ۳۲۹٫۷۶ g/mol می‌باشد.